# NPO 2
NPO 2 (dawniej Nederland 2 do 2014) – drugi kanał publicznej telewizji holenderskiej Nederlandse Publieke Omroep.

## Historia
Kanał uruchomiony został 1 października 1964 roku o godzinie 20:00, początkowo nadając 2,5 godzinny program do godziny 22:30. Kolorowy obraz pojawił się w NPO 2 we wrześniu 1967 roku.
16 września 2007 roku NPO 2 przeszedł na całkowite nadawanie w formacie panoramicznym. Przedtem niektóre audycje były już nadawane w tym formacie.
4 lipca 2009 została uruchomiona wersja w wysokiej rozdzielczości (1080i) stacji.
Podobnie jak NPO 1, powtórki programów informacyjnych są nadawane z tłumaczeniem w języku migowym.

## Oferta programowa
Stacja nadaje głównie transmisje sportowe, programy rozrywkowe oraz programy informacyjne.

## Dostęp
NPO 2 można oglądać za pośrednictwem większości telewizji kablowych i platform cyfrowych na terenie Holandii. Jest dostępna w ramach naziemnej telewizji cyfrowej. Kanał oglądać można również na terenie Belgii i Niemiec.